# 다운템포
다운템포(downtempo)는 분위기 있는 소리와 슬로템포 비트가 특징인 전자 음악의 대분류이다. 앰비언트 음악과 밀접한 관련이 있지만 비트에 더 강조를 둔다. 다운템포 하위장르의 예로는 트립합, 사이비엔트, 로우파이 힙합이 있다.
이 스타일은 1980년대 말에 영국의 브리스톨 씬과 함께 등장했으며 매시브 어택, 포티스헤드, 트리키와 같은 아티스트들은 탄생시켰다.